# 칠부중
7부중(七部衆)은 모든 불제자(佛弟子)들, 즉 불교의 출가자와 비출가자(재가신자)를 망라하는 모든 불자들을 비구 · 비구니 · 사미 · 사미니 · 식차마나 · 우바새 · 우바이의 일곱 대중[衆]으로 분류하는 것을 말한다. 7중(七衆) 또는 도속7중(道俗七衆)이라고도 한다.
불제자(佛弟子)의 문자 그대로의 뜻은 부처의 제자로, 원래는 마하가섭 · 사리불 · 아난다 등의 10대 제자를 비롯한 고타마 붓다 당시의 모든 제자들을 칭하는 말이었으나 후대에서 그 뜻이 넓어져서 모든 불교 신자를 가리키는 말이 되었다.
중(衆)은 마하승가(摩訶僧伽, 산스크리트어: mahāsaṃgha) 즉 대중(大衆)의 줄임말로, 많은 사람들이 모여 있는 것이나 혹은 많은 사람들을 가리켜 대중이라고 하는데 특히 출가 수행자인 비구의 집단을 가리켜 대중이라 하기도 한다. 또는 세상 사람들을 가리켜 대중이라 하기도 한다.

## 7부중
구체적으로, 7부중은 다음의 불교 신자들을 말한다.
1. 비구(比丘): 구족계(具足戒)를 받은 남자 승려
2. 비구니(比丘尼): 구족계(具足戒)를 받은 여자 승려
3. 사미(沙彌): 소계(小戒)를 받은 남자 신도
4. 사미니(沙彌尼): 소계(小戒)를 받은 여자 신도
5. 식차마나(式叉摩那): 6법(六法)을 배우는 사미니
6. 우바새(優婆塞): 오계(五戒)를 받은 남자 재가신자(在家信者)
7. 우바이(優婆夷): 오계(五戒)를 받은 여자 재가신자(在家信者)

## 4부대중
7부중 가운데 비구 · 비구니 · 우바새 · 우바이를 통틀어 4부대중(四部大衆)이라고 한다. 4부대중은 4부중(四部衆) · 4중(四衆) 또는 4부제자(四部弟子)라고도 하는데, 승단을 구성하는 근본 요소이다.

## 4방승가
7부중 가운데 우바새와 우바이는 재가신자(在家信者)이기 때문에 이 둘을 제외하면 5중(五衆)의 출가자로 구성되는 승가가 있다. 이 5중으로 이루어진 승가를 4방승가(四方僧伽)라고 하는데, 이것은 물리적인 단체를 지칭하는 것이 아니라 이념적(理念的)인 존재를 지칭하는 낱말이다.

## 참고 문헌
- 이 문서에는 다음커뮤니케이션(현 카카오)에서 GFDL 또는 CC-SA 라이선스로 배포한 글로벌 세계대백과사전의 내용을 기초로 작성된 글이 포함되어 있습니다.
- 운허.  동국역경원 편집, 편집. 《불교 사전》. |title=에 외부 링크가 있음 (도움말)
- (중국어) 星雲. 《佛光大辭典(불광대사전)》 3판. |title=에 외부 링크가 있음 (도움말)